# Частина тіні
«Частина тіні» (фр. Une Part d'ombre) — копродукційний бельгійсько-французько-швейцарський фільм-трилер 2017 року; повнометражний режисерський дебют Самуеля Тільмана з Фабриціо Ронджоне та Наташею Реньє у головних ролях. Світова прем'єра стрічки відбулася 3 жовтня 2017 року на Міжнародному фестивалі франкомовного кіно в Намюрі. У 2019 році стрічку було номіновано у 7-ми категоріях на здобуття бельгійської національної кінопремії «Магрітт» за 2018 рік .

## Сюжет
Давид — молодий глава сімейства: він має кохану жінку, двох чарівних маленьких дітей та купу друзів, з якими вони їздять на сімейний відпочинок. Але після їхнього останнього перебування у Вогезах, Давида допитує поліція, розслідуючи вбивство. Слідство швидко встановило, що у Давида не було такого бездоганного життя, як здавалося б. У колі його друзів потроху починають поширюватися сумніви та недовіра.

## У ролях
| • Фабриціо Ронджоне | … | Давид        |
| • Наташа Реньє      | … | Жулі         |
| • Батист Лальє      | … | Ноель        |
| • Міріам Акеддіу    | … | Кеті         |
| • Йоанн Бланк       | … | Фабіан       |
| • Крістоф Пау       | … | Марко        |
| • Андре Паскусі     | … | поліцейський |
| • Еріка Сент        | … | Мод          |
| • Корінн Кальве     | … |              |

## Знімальна група
- Автор сценарію — Самуель Тільман
- Режисер-постановник — Самуель Тільман
- Продюсери — Марі Бессон, Самуель Тільман
- Асоційований продюсер — Філіпп Логі
- Співпродюсери — Еллен де Вале, Клеман Дюбойн, Жан-Марк Фройль, Філіпп Логі
- Оператор — Фредерік Нуаромм
- Композитор — Вінсент Лібен
- Монтаж — Тійс ван Нуффель
- Художник-постановник — Катрін Косме
- Художник-костюмер — Катрін Косме, Елен Гонгон
- Художник-декоратор — Аманда Петрелла
- Звук — Жан-Франсуа Левіллейн, Франко Піскопо

## Нагороди та номінації
| Список нагород та номінацій (Список не є вичерпним) | Список нагород та номінацій (Список не є вичерпним) | Список нагород та номінацій (Список не є вичерпним) | Список нагород та номінацій (Список не є вичерпним) | Список нагород та номінацій (Список не є вичерпним) | Список нагород та номінацій (Список не є вичерпним) |
| Кінофестиваль/Кінопремія                            | Рік                                                 | Категорія                                           | Номінант(и)                                         | Результат                                           | Дж                                                  |
| --------------------------------------------------- | --------------------------------------------------- | --------------------------------------------------- | --------------------------------------------------- | --------------------------------------------------- | --------------------------------------------------- |
| Міжнародний фестиваль франкомовного кіно в Намюрі   | 2018                                                | Спеціальний поліцейський приз                       | Частина тіні                                        | Перемога                                            |                                                     |
| Премія «Магрітт»                                    | 02.02.2019                                          | Найкращий перший фільм                              | Частина тіні                                        | Номінація                                           |                                                     |
| Премія «Магрітт»                                    | 02.02.2019                                          | Найкраща акторка                                    | Наташа Реньє                                        | Номінація                                           |                                                     |
| Премія «Магрітт»                                    | 02.02.2019                                          | Найкращий актор другого плану                       | Йоанн Бланк                                         | Номінація                                           |                                                     |
| Премія «Магрітт»                                    | 02.02.2019                                          | Найкраща акторка другого плану                      | Еріка Сент                                          | Номінація                                           |                                                     |
| Премія «Магрітт»                                    | 02.02.2019                                          | Найперспективніший актор                            | Батист Лальє                                        | Номінація                                           |                                                     |
| Премія «Магрітт»                                    | 02.02.2019                                          | Найперспективніша акторка                           | Міріам Акеддіу                                      | Номінація                                           |                                                     |
| Премія «Магрітт»                                    | 02.02.2019                                          | Найкраща оригінальна музика                         | Вінсент Лібен                                       | Номінація                                           |                                                     |